# Aldovino Fora
Aldovino Fora (Città della Pieve, 9 giugno 1883 – Roma, 6 marzo 1971) è stato un politico italiano, membro del PSI, viene eletto nella XXV legislatura del Regno d'Italia e nella I e II legislatura della Repubblica Italiana.

## Biografia
Figlio di Fernando, calzolaio, e Mustiola Tommasini, proseguì il lavoro del padre nella sua città natale. Nel 1909 si iscrisse al Partito Socialista e dal 1911 scrisse nelle testate locali della sua matrice politica, diventando direttore della rivista Riscossa proletaria.
Sindaco di Città della Pieve nel 1914, si dimise nel 1918 per candidarsi alla Camera, dove venne eletto. Nel 1921 fu condannato a dieci mesi di carcere per vilipendio al Re. Nel 1925 fu nuovamente condannato per attività di propaganda antimonarchica e confinato sulle Isole Eolie. Liberato nel 1928, nel 1937 si trasferì a Roma, dove venne posto sotto il controllo dell'OVRA.
Dopo la liberazione della capitale si iscrisse al PSIUP candidandosi all'Assemblea Costituente, non venendo però eletto.. Venne invece eletto deputato nelle file del PSI alle elezioni politiche del 1948 e poi ancora a quelle del 1953, rimanendo in carica fino al 1958.